# Sebastian Skuza
Sebastian Skuza (ur. 8 kwietnia 1973 w Skarżysku-Kamiennej) – polski ekonomista i urzędnik państwowy, doktor habilitowany nauk ekonomicznych i doktor nauk prawnych, w latach 2017–2020 podsekretarz stanu w Ministerstwie Nauki i Szkolnictwa Wyższego, w latach 2020–2023 sekretarz stanu w Ministerstwie Finansów, w latach 2023-2025 zastępca przewodniczącego Komisji Nadzoru Finansowego.

## Życiorys
Absolwent Liceum Ogólnokształcącego im. Henryka Sienkiewicza w Szydłowcu. W 1997 ukończył studia z finansów i bankowości w Szkole Głównej Handlowej. W 2002 obronił w Kolegium Nauk o Przedsiębiorstwie SGH napisaną pod kierunkiem Hanny Sochackiej-Krysiak pracę doktorską pt. „Lokalny dług publiczny w warunkach polskiej transformacji”. W 2016 został doktorem habilitowanym nauk ekonomicznych na podstawie pracy „Działalność Banku Gospodarstwa Krajowego w krajowym otoczeniu systemowym”. W 2023 uzyskał na Uniwersytecie w Białymstoku stopień doktora nauk prawnych na podstawie pracy pt. „Status prawny Banku Gospodarstwa Krajowego jako publicznej finansowej instytucji rozwoju”. Specjalizuje się w finansach publicznych, prawie finansowym i ekonomicznej analizie prawa. Związany naukowo z Wydziałem Zarządzania Uniwersytetu Warszawskiego, Szkołą Główną Gospodarstwa Wiejskiego, Politechniką Łódzką oraz Akademią Leona Koźmińskiego.
Po studiach rozpoczął pracę w Ministerstwie Finansów, gdzie doszedł do stanowisk zastępcy dyrektora Departamentu Rozwoju Rynku Finansowego. W latach 2006–2013 członek Rady Giełdy Papierów Wartościowych w Warszawie. Od 2007 związany był z Bankiem Gospodarstwa Krajowego jako członek rady nadzorczej, a od 2012 także jako dyrektor zarządzający, dyrektor Biura Zgodności oraz członek zarządu Fundacji BGK im. Jana Kantego Steczkowskiego. W latach 2015–2017 członek rady nadzorczej Krajowego Funduszu Kapitałowego.
23 czerwca 2017 powołany na stanowisko wiceministra nauki i szkolnictwa wyższego. 1 czerwca 2020 powołany na stanowisko wiceministra finansów. 8 grudnia 2023 objął funkcję zastępcy przewodniczącego Komisji Nadzoru Finansowego.
Włada trzema językami.

## Odznaczenia
W 2023 odznaczony Medalem Stulecia Odzyskanej Niepodległości.